# Blue Dragon ST
Blue Dragon ST (ブルードラゴン シークレットトリック, Burū Doragon Shīkuretto Torikku) e um mangá de Ami Shibata, conhecida no Brasil por ser criadora do mangá Bucky.
O mangá é baseado na série de Video game Blue Dragon e foi publicado na revista  Shonen Jump Mensal.
Foi publicado de janeiro de 2007 e terminou em julho do mesmo, com o cancelamento da Shonen Jump Mensal o mangá só teve apenas um volume tankōbon publicado.
Ao contrário de Blue Dragon Ral Grad, esse mangá segue a história do jogo.
Depois de ter publicado Blue Dragon Ral Grad, a Editora JBC anunciou publicaria o único volume de Blue Dragon ST.